# Michael Oliver
Michael Oliver, nome artístico de Michael Ponce Oliverius (Los Angeles, Califórnia, 10 de outubro de 1981) é um ex ator infantil estadunidense da década de 90. Oliver é mais conhecido por seu papel como "Junior Healy" nos filmes O Pestinha e O Pestinha 2.

## Filmografia
| Filmes | Filmes               | Filmes               | Filmes       |
| Ano    | Título Original      | Título (Brasil)      | Papel        |
| ------ | -------------------- | -------------------- | ------------ |
| 1990   | Problem Child        | O Pestinha           | Junior Healy |
| 1991   | Problem Child 2      | O Pestinha 2         | Junior Healy |
| 1995   | Dillinger and Capone | Dillinger and Capone | Sam Dalton   |
| Séries |                      |                      |              |
| Ano    | Título               | Papel                | Episódios    |
| 1990   | Amen                 | Max                  | 1 episódio   |
| 1991   | The Munsters Today   | Andy (jovem)         | 1 episódio   |
| 1991   | Drexell's Class      | Mitchell             | 1 episódio   |
| 1995   | Platypus Man         | Rusty                | 1 episódio   |

## Prêmios e Indicações
| Prêmios | Prêmios   | Prêmios             | Prêmios           | Prêmios         |
| Ano     | Resultado | Premiação           | Categoria         | Título          |
| ------- | --------- | ------------------- | ----------------- | --------------- |
| 1992    | Indicado  | Young Artist Awards | Melhor Ator Jovem | Drexell's Class |
| 1994    | Indicado  | Young Artist Awards | Melhor Ator Jovem | O Pestinha 2    |